# Rebhuhn-Tonnenschnecke

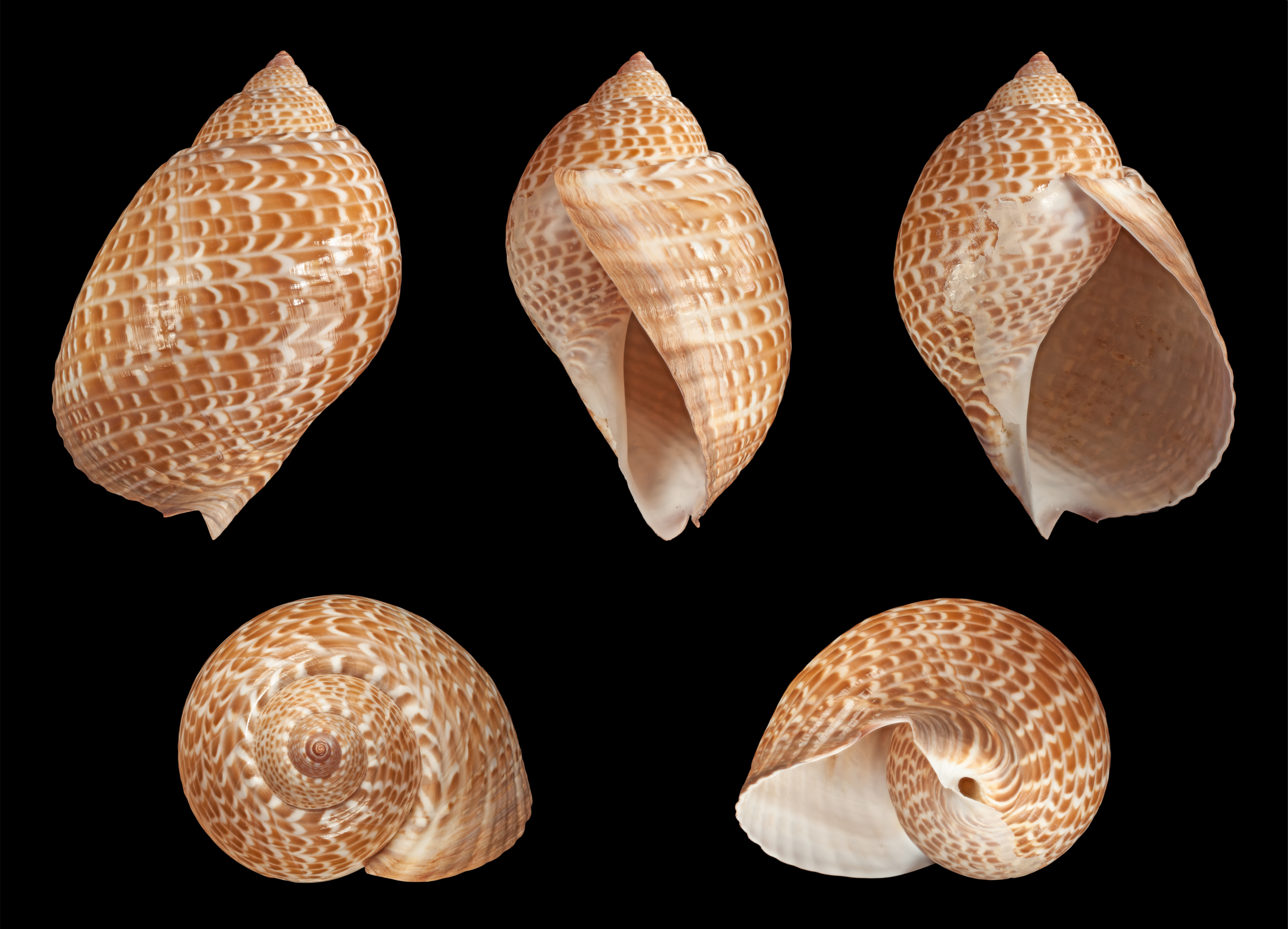
Gefleckte Form

Die Rebhuhn-Tonnenschnecke oder Rebhuhn-Fassschnecke (Tonna perdix) ist eine Schnecke aus der Familie der Tonnenschnecken (Gattung Tonna), die im Indopazifik verbreitet ist. Sie ernährt sich von Seegurken.

## Merkmale

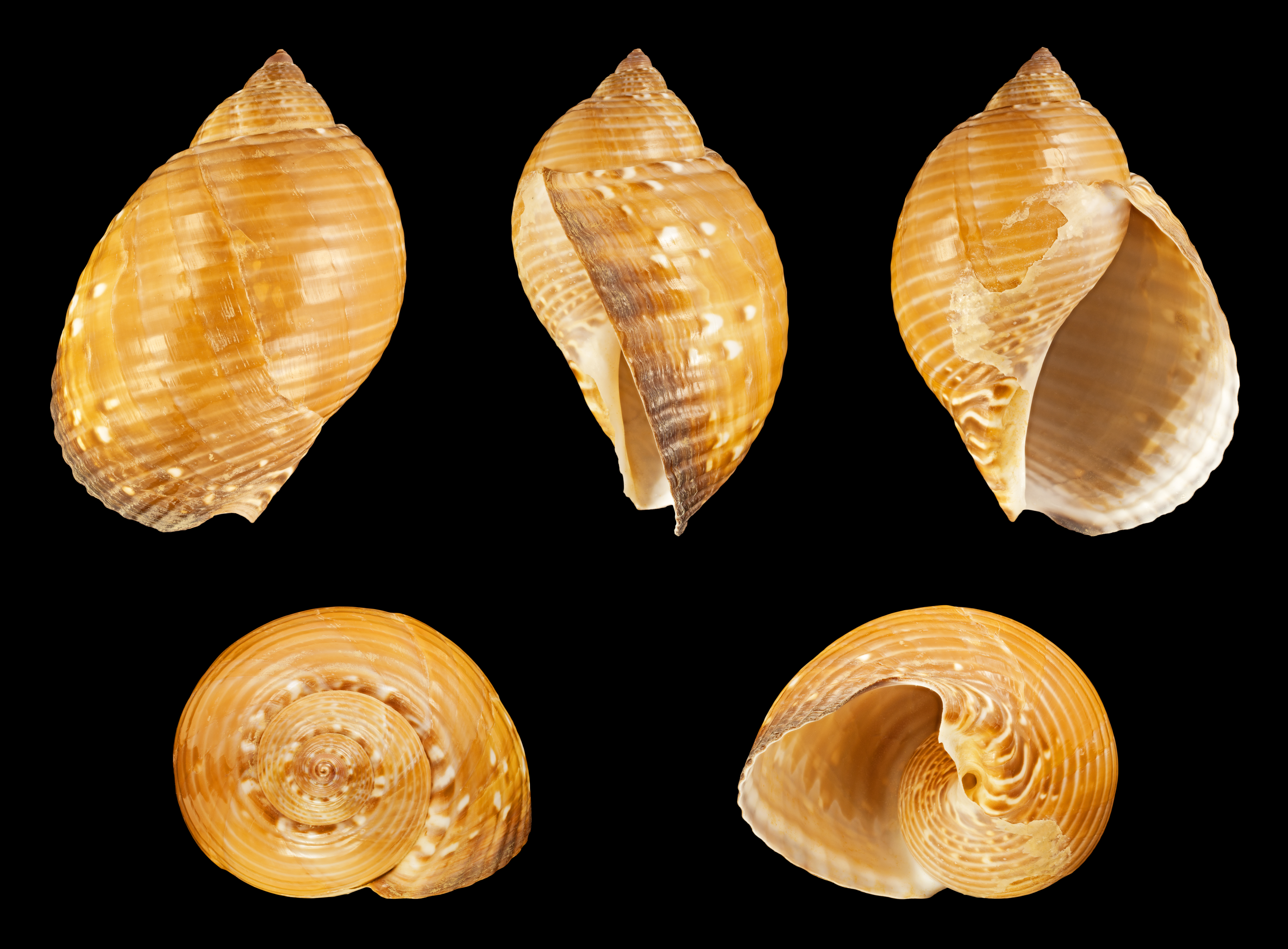
Braune Form

Das eiförmig längliche, aufgeblasene Schneckenhaus von Tonna perdix hat eine braunrotgelb gefärbte Oberfläche mit weißen halbmondförmigen Flecken und ist ähnlich wie die Federn von Rebhühnern reihenweise eckig gezeichnet. Das kegelförmige Gewinde ragt anders als bei Tonna galea deutlich hervor. Wie bei allen Tonnenschnecken ist das Gehäuse leicht, dünnwandig und mit konvexen Rippen versehen, die den Umgängen folgen, so dass der Gehäuserand wellig ist. Sie stehen dicht beieinander. Das Haus erreicht bei ausgewachsenen Schnecken rund 15 cm, zuweilen bis zu 23 cm Länge. Der Fuß ist sehr groß, der Sipho lang. Die Proboscis (Rüssel) ist mit Häkchen bewehrt. Die Fühler haben zwei Ringel, und die Augen sitzen auf verwachsenen Stielen. Der Körper ist bläulich weiß mit rötlichen Flecken.

## Verbreitung
Die Rebhuhn-Tonnenschnecke ist im Roten Meer, im Indischen Ozean um Aldabra, Chagos, Madagaskar, die Maskarenen, Mauritius und Tansania sowie im Pazifischen Ozean um Neuseeland und die Galapagos-Inseln verbreitet.

## Lebensraum
Rebhuhn-Tonnenschnecken bevorzugen eine Meerestiefe von 5 bis 10 Meter und kommen bis 20 Meter Tiefe vor.

## Nahrung
Tonna perdix ernährt sich von Stachelhäutern. Bevorzugte Beute sind Seegurken, darunter mehrere Arten der Gattungen Holothuria und Stichopus. Die Beute wird mit dem sauren Speichel der Schnecke betäubt und das Kalkskelett aufgelöst.